# Claudius
Tiberius Claudius Caesar Augustus Germanicus (Latin: Tiberius Claudius Caesar Augustus Germanicus; 1 tháng 8 năm 10 TCN – 13 tháng 10 năm 54, Tiberius Claudius Drusus Nero Germanicus trước khi lên ngôi) là hoàng đế La Mã của triều đại Julio-Claudian, ông trị vì từ ngày 24 tháng 1 năm 41 cho đến khi băng hà năm 54. Ông sinh ra ở Lugdunum tại Gaule (ngày nay là Lyon, Pháp), trong gia đình cha là Drusus và mẹ là Antonia nhỏ, ông là vị hoàng đế La Mã đầu tiên sinh bên ngoài Đế quốc La Mã.
Dù thiếu kinh nghiệm chính trị, Claudius tỏ ra là một vị hoàng đế tài ba và là một nhà xây dựng các công trình công cộng vĩ đại. Thời đại trị vì của ông chứng kiến sự bành trướng của đế chế, bao gồm việc chiếm đảo Anh. Bản thân ông quan tâm đến pháp luật, và ông đã làm chủ tọa các cuộc xét xử công cộng và ban hành lên đến 20 chỉ dụ mỗi ngày; tuy nhiên, ông bị cho là dễ bị nguy hại trong suốt thời gian trị vì, đặc biệt là bởi tính quý phái của ông. Claudius đã liên tục bị buộc phải củng cố vị trí của mình, điều này dẫn đến cái chết của nhiều nguyên lão. Claudius cũng phải chịu nhiều sự thất bại cá nhân thảm hại, một trong những sự thất bại đó đã dẫn đến ông bị sát hại. Những sự kiện này đã gây hại danh tiếng của ông đối với những nhà văn cổ đại. Các nhà sử học gần đây đã chỉnh sửa lại ý kiến này.

## Gia đình và thời trai trẻ
Claudius đã được sinh ra vào ngày 01 Tháng Tám năm 10 trước Công nguyên ở Lugdunum, là con của Nero Claudius Drusus và Antonia. Ông có hai anh chị tên là Germanicus và Livilla. Antonia có thể có hai người con khác, những người chết trẻ. Ông bà ngoại của ông là Marcus Antonius và Octavia nhỏ, chị gái của Augustus, do đó ông là chút nội của Gaius Julius Caesar. Ông bà nội của ông là Livia, người vợ thứ ba của Augustus, và Tiberius Claudius Nero. Trong triều đại của ông, Claudius đã làm sống lại những tin đồn rằng Drusus cha của mình đã thực sự con trai ngoài giá thú của Augustus, để cho mọi người hiểu sai lầm rằng Augustus là ông nội của Claudius.
Vào năm 9 trước Công nguyên, Drusus bất ngờ qua đời trong chiến dịch ở Germania, có thể do bệnh. Claudius sau đó đã được nuôi nấng bởi mẹ của mình, người không bao giờ tái hôn. Khi mà khuyết tật của Claudius trở nên rõ ràng, mối quan hệ với gia đình của ông trở nên chua chát. Antonia gọi ông ta là một con quái vật, và sử dụng ông như một tiêu chuẩn cho sự ngu dốt. Bà dường như đã bỏ lại con trai của bà cho bà ngoại Livia của ông trong một số năm . Livia thì có ít sự ân cần đối với trẻ nhỏ, và thường đánh đập ông bất chợt, dùng những từ ngữ thậm tệ để khiển trách. Ông đã được đặt dưới sự chăm sóc của một "lái buôn la già" 